# Gesiolo di san Miro

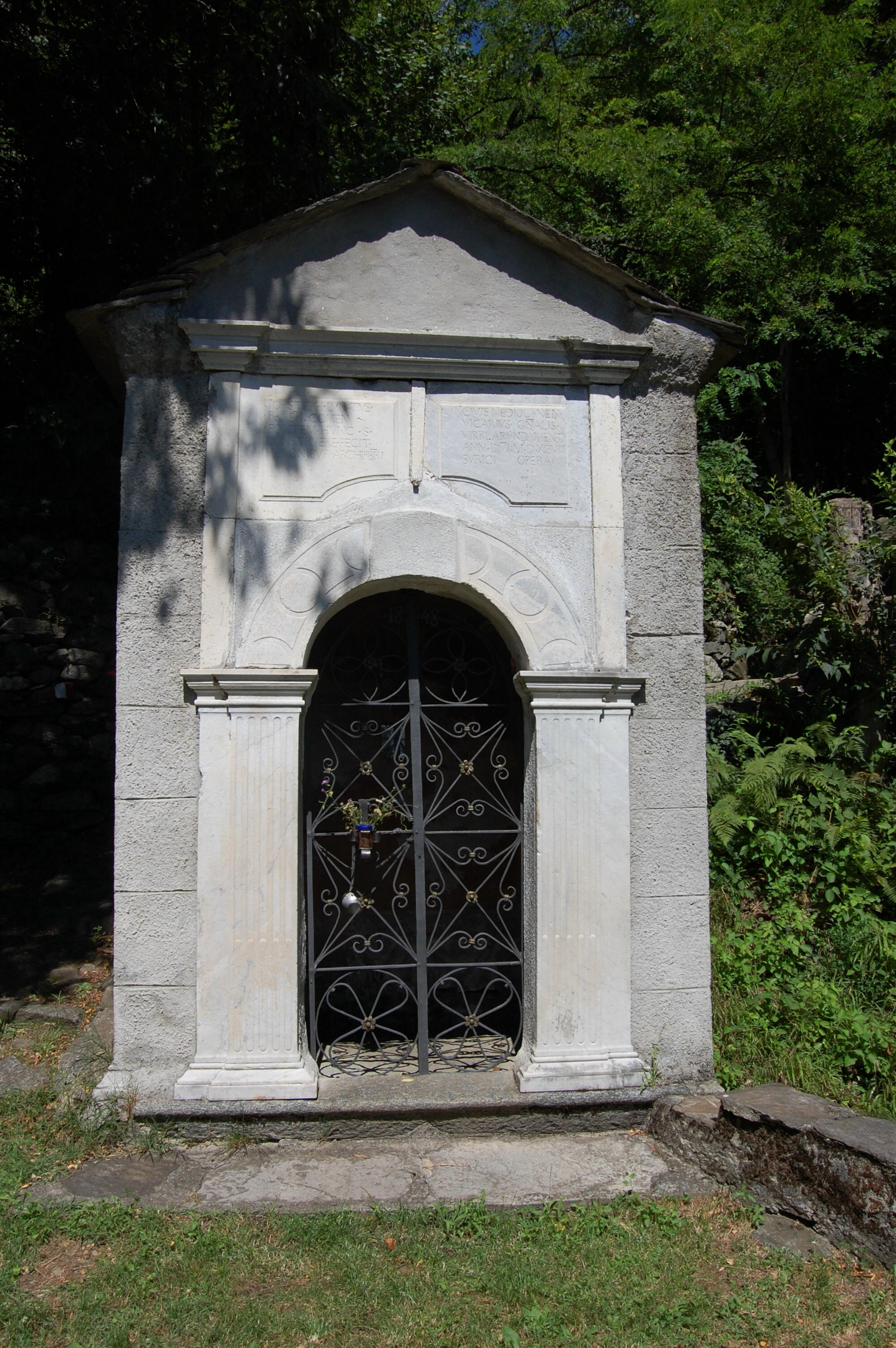
La fonte di San Miro o Gesiolo

Il Gesiolo (in dialetto comasco Gesieu) è una cappella rinascimentale costruita a protezione della fonte di san Miro sul sentiero per la chiesa a lui dedicata nel comune di Sorico.
Venne eretta nel 1598 e (come ricorda l'iscrizione su marmo posta all'ingresso) fu voluta dal vicario generale del vescovo di Como, il milanese Giovanni Stefano Lunato.

## Descrizione
La costruzione, di modeste dimensioni, sorge su una sorgente che la tradizione vuole venne fatta scaturire da san Miro; una tradizione vuole che dia benefici ai pellegrini in cammino verso il santuario.
Le pareti e la volta a botte sono affrescate e raffigurano rispettivamente san Miro con un pellegrino e lo Spirito Santo con una colomba.